# Hrvoje Braović
Hrvoje Braović (Ilok, 7 agosto 1956) è un allenatore di calcio croato.

## Carriera
Braović venne nominato allenatore della Dinamo Zagabria in data 20 novembre 2000 e ricoprì questa posizione fino al licenziamento del 3 aprile 2001. Nel 2002, divenne allenatore dei norvegesi del Lyn Oslo. Successivamente, guidò il Kamen Ingrad Velika. Nel 2011 fu scelto per allenare l'HAŠK Zagabria, mentre l'anno seguente fu il tecnico del Segesta Sisak.